# Juncus phaeanthus
Juncus phaeanthus är en tågväxtart som beskrevs av Lawrence Alexander Sidney Johnson. Juncus phaeanthus ingår i släktet tåg, och familjen tågväxter. Inga underarter finns listade i Catalogue of Life.